# David Weller
David Weller (Portmore, 11 febbraio 1957) è un ex pistard giamaicano, medagliato olimpico, che ha partecipato a tre edizioni dei Giochi olimpici dal 1976 al 1984.
Weller ha vinto la medaglia di bronzo nella cronometro 1.000 metri di ciclismo su pista alle Olimpiadi di Mosca 1980, diventando il primo, e tuttora l'unico, atleta giamaicano a vincere una medaglia olimpica in un altro sport diverso dall'atletica leggera.
Alle successive Olimpiadi di Los Angeles 1984, Weller ha concluso al sesto posto, essendosi presentato alla competizione menomato da un serio incidente automobilistico avuto a Medellín, in Colombia, due mesi prima delle Olimpiadi.
È stato nominato personalità sportiva dell'anno in Giamaica nel 1979 e nel 1980.